# Estância Turística
Estância turística és un títol concedit pel govern de l'estat de São Paulo a municipis que tenen unes característiques turístiques i determinats requisits com, possibilitats d'entreteniment, esbarjo, recursos naturals i culturals específics. Han de disposar d'infraestructures i serveis dimensionats a l'activitat turística. Els municipis, amb aquest status, poden aleshores rebre ajuts financers específics per l'incentiu del turisme.
També hi ha Turísticas, hidrominerals i climatiques.

## Estâncias turísticas
Té actualment 29 estâncias denominades com turístiques.
| - Aparecida - Avaré - Bananal - Barra Bonita | - Batatais - Eldorado - Embu - Holambra - Ibitinga | - Ibiúna - Igaraçu do Tietê - Ilha Solteira - Itu - Joanópolis | - Paraguaçu Paulista - Paranapanema - Pereira Barreto - Piraju - Presidente Epitácio | - Ribeirão Pires - Salesópolis - Salto - Santa Fé do Sul - São José do Barreiro | - São Luís do Paraitinga - São Pedro - São Roque - Tremembé - Tupã |

És una denominació que dona l'Estat de São Paulo a aquells municipis que reuneixen una sèrie de característiques com, possibilitats d'entreteniment, diversió, recursos naturals i culturals específics. Han de disposar d'una infraestructura i serveis dimensionats a l'activitat turística. Aquests municipis, amb aquest status, poden aleshores rebre ajuts financers específics per l'incentiu del turisme.

## Estâncias Balneárias
Fins a juny del 2006 té 15 Estâncias Balneárias.
| - Bertioga - Cananéia - Caraguatatuba - Guarujá - Iguape | - Ilha Comprida - Ilhabela - Itanhaém - Mongaguá - Peruíbe | - Praia Grande - Santos - São Sebastião - São Vicente - Ubatuba |

## Estâncias climáticas
Hi ha 12 Estâncias climáticas
| - Analândia - Atibaia - Bragança Paulista - Caconde - Campos do Jordão - Campos Novos Paulista | - Cunha - Morungaba - Nuporanga - Santa Rita do Passa Quatro - Santo Antônio do Pinhal - São Bento do Sapucaí |